# Nikon Coolpix 100
Le Nikon Coolpix 100 est un appareil photographique compact numérique fabriqué par la société Nikon, commercialisé en janvier 1997. C'est le premier modèle de la gamme Nikon Coolpix.